# Heinkel HE 58
L'Heinkel HE 58 era un idrovolante da trasporto postale catapultabile monomotore ad ala bassa realizzato dall'azienda tedesca Ernst Heinkel Flugzeugwerke nei primi anni trenta.
Sviluppo del precedente HE 12 venne utilizzato per trasportare il carico di posta aerea dal transatlantico TS  Bremen prima del suo sopraggiungere al porto di destinazione.

## Storia del progetto
Nell'ambito della costruzione dei due transatlantici TS  Bremen e TS Europa, impostati nella seconda metà degli anni venti, la compagnia di navigazione Norddeutscher-Lloyd e la compagnia aerea Deutsche LuftHansa (DLH) si accordarono per fornire le due unità di un servizio di posta aerea che velocizzasse le consegne della corrispondenza tramite un velivolo appositamente realizzato.
A questo scopo vennero attrezzate con una catapulta a vapore posizionata sul ponte superiore tra i due fumaioli con lo scopo di accelerare un idrovolante che, lanciato alcune ore prima dell'attracco della nave, avrebbe provveduto a consegnare la posta con largo anticipo. Al suo arrivo in porto il transatlantico avrebbe recuperato il velivolo tramite una gru che lo avrebbe riposizionato sulla slitta della catapulta, pronto per un nuovo servizio.

### Sviluppo
Dopo che, nel 1929, la Heinkel Flugzeugwerke aveva già fornito l'HE 12 con risultati soddisfacenti, ne avviò lo sviluppo concretizzatosi nel 1930 con un nuovo modello al quale venne assegnata la designazione HE 58. Sostanzialmente simile nell'impostazione generale, con fusoliera realizzata in legno ricoperta da pannelli l'HE 58 introduceva piccole differenze strutturali, tra cui l'adozione di una cappottatura NACA del motore non presente nel precedente modello, che ne innalzavano il peso a vuoto di circa 300 kg.

## Impiego operativo
Di proprietà della compagnia aerea Deutsche LuftHansa (DLH), l'HE 58 restò in servizio fino al 1935 sostituito nel servizio di posta aerea da velivoli basati a terra che risultarono più efficienti ed economicamente più vantaggiosi.

## Utilizzatori
Germania
- Deutsche LuftHansa (DLH)